# Синти (село)
Синти (яп. 新地町 Синти-мати) — посёлок в Японии, находящийся в уезде Сома префектуры Фукусима. Площадь посёлка составляет 46,35 км², население — 7703 человека (1 августа 2014), плотность населения — 166,19 чел./км².

## Географическое положение
Посёлок расположен на острове Хонсю в префектуре Фукусима региона Тохоку. С ним граничат город Сома и посёлки Марумори, Ямамото.

## Население
Население посёлка составляет 7703 человека (1 августа 2014), а плотность — 166,19 чел./км². Изменение численности населения с 1980 по 2005 годы:
| 1980 | 8704 чел. |  |
| 1985 | 8876 чел. |  |
| 1990 | 8904 чел. |  |
| 1995 | 9093 чел. |  |
| 2000 | 9017 чел. |  |
| 2005 | 8584 чел. |  |

## Символика
Деревом посёлка считается сосна, цветком — цветок сакуры.